# Cryptoblepharus pulcher
Cryptoblepharus pulcher là một loài thằn lằn trong họ Scincidae. Loài này được Sternfeld mô tả khoa học đầu tiên năm 1918.